# ميان افتخار حسين
ميان افتخار حسين (مواليد 15 أبريل 1958) هو سياسي باكستاني، كان وزير الإعلام المحلي لإقليم خيبر بختونخوا في باكستان. وهو مُنتمي لحزب عوامي الوطني (ANP)، والزعيم الطلابي السابق لاتحاد الطلبة البشتون. يُعتبر من أكبر خصوم حركة طالبان باكستان، حيث استهدف التنظيم إبنه في 24 يوليو 2010 بإطلاق نار أدى لوفاته.